# Bola de espelhos

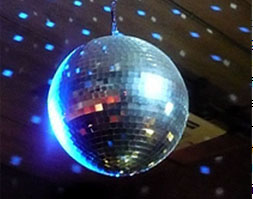
Uma disco ball.

Bola de espelhos ou globo espelhado (também conhecida como disco ball) é um lustre esférico que reflete luz em várias direções, produzindo um complexo efeito, geralmente utilizado em discotecas. Sua superfície consiste de milhares de facetas espelhadas de aproximadamente a mesma forma e tamanho.
Foram inicialmente utilizadas largamente em discotecas na década de 1920. Também foram bastante populares durante a era disco da década de 1970. O maior disco ball é exibido em Blackpool, no Reino Unido.